# Eugenio Retes

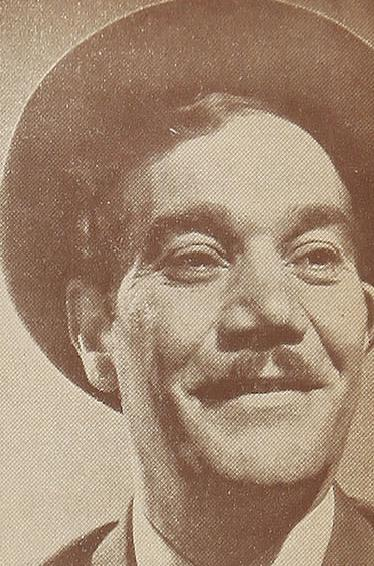
Eugenio Retes

Eugenio Retes Bisetti (* 6. September 1895 in Lima; † 1985 in Santiago de Chile) war ein chilenischer Schauspieler und Autor peruanischer Herkunft.

## Leben
Retes kam mit seiner Familie 1909 nach Chile. Er arbeitete von 1920 bis 1925 als Buchhalter in Argentinien, bevor er sich nach seiner Rückkehr nach Chile einer Theaterlaufbahn zuwandte. Er war Mitglied und Leiter verschiedener Theatergruppen und hatte seinen ersten Erfolg 1930 mit einer Inszenierung von Daniel de la Vegas Fanfarria.  in den 1930er Jahren gehörte er der Gran Compañía de Comedias Cómicas de Olvido Leguía y Lucho Córdoba am Teatro Imperio an und leitete ab 1934 daneben die Gruppe Inés Berutti am Teatro Coliseo.
Später gründete er die Compañía de Revistas Eugenio Reves am Teatro Balmaceda, mit der er 1938 seine gemeinsam  mit Carlos Cariola verfasste satirische Revue Si las estatuas hablaran aufführte. Mit dieser Gruppe trat er dann noch dreißig Jahre am Teatro Bim Bam Bum auf. Neben Stücken für seine Gruppe verfasste Retes auch Gedichte, von denen einige von Federico Cotó vertont wurden.
Seine Laufbahn als Filmschauspieler begann Retes 1941 als Juan Verdejo in Eugenio de Liguoros Filmen Verdejo gasta un millón und Verdejo gobierna en Villaflor (1942). Große Erfolge wurden auch El Gran Circo Chamorro (1955) von José Bohr sowie Cabo de Hornos (1956) und El Burócrata González (1964) von Tito Davison. Retes war Mitglied des Sindicato de Actores Profesionales de Chile, Mitglied und später Vizepräsident der Sociedad de Autores Teatrales de Chilesowie ab 1946 Vizepräsident der Frente de Unidad Artístico Gremial. Sein Bruder Rogel Retes wurde ebenfalls als Schauspieler bekannt, sein Bruder Santiago Retes als Pianist und sein Sohn Esteban Retes (Ronco Retes) als Komiker.